# Hilda Jesser-Schmid
 Hilda Jesser-Schmid  (* 21. Mai 1894 in Marburg an der Drau in Slowenien; † 22. Juli 1985 in  Wien) war eine österreichische Malerin, Grafikerin, Textilkünstlerin und Hochschullehrerin.

## Leben
Jesser studierte von 1912 bis 1917 an der Kunstschule für Frauen und Mädchen und der Kunstgewerbeschule des K. K. Österreichischen Museums für Kunst und Industrie in  Wien zunächst im Hauptstudium bei dem Architekten Oskar Strnad und 1915 bei Josef Hoffmann im Architekturprogramm Textil- und Modedesign sowie in der Werkstätte für Textilarbeiten bei Rosalia Rothansl. Unter der Leitung von Dagobert Peche arbeitete sie von 1916 bis 1922 in den Künstlerwerkstätten der Wiener Werkstätte. Sie entwarf Arbeiten in einer Vielzahl von Medien, darunter Keramik, kommerzielle Grafiken, Glas, Elfenbein, Spitze, Stickereien, Lampen, Leder, Metallarbeiten, Postkarten, Spielzeug und Wandmalereien. 1922 übernahm sie eine Lehrtätigkeit an der Wiener Kunstgewerbeschule und wurde 1935 ordentliche Professorin. 1938 wurde sie durch die Nationalsozialisten gezwungen, den Unterricht abzubrechen. Von 1945 bis 1967 unterrichtete sie dann wieder an der in Hochschule (später Akademie) für angewandte Kunst Wien umbenannten Wiener Kunstgewerbeschule. Valentin Oman war einer ihrer Schüler. Sie war Mitglied des Österreichischen Werkbundes und der Wiener Frauenkunst. Sie wurde am Hütteldorfer Friedhof bestattet.

## Ausstellungen (Auswahl)
- 1915: Modeausstellung
- 1920: Kunstschau
- 1923: Ausstellung von Arbeiten des modernen österreichischen Kunsthandwerks
- 1924: Jubiläumsausstellung des Wiener Kunstgewerbe-Vereines
- 1925: Paris
- 1927: Ausstellung Europäisches Kunstgewerbe, Leipzig
- 1930: „Wie sieht die Frau“